# Максумич, Айдин
Айдин Максумич (босн. Ajdin Maksumić; 24 июля 1985, Кониц, СФРЮ) — боснийский футболист, полузащитник клуба Гессенлиги «Бад-Фильбель».

## Карьера

### Клубная
В возрасте 7 лет переехал в Германию, где занимался футболом и лёгкой атлетикой, наигрывался на позиции нападающего. Вернувшись в родной город, начал выступать за «Игман» в полузащите, в 2004 году перешёл в «Сараево». В 2007 году попал в список 40 самых перспективных футболистов Европы по версии официального сайта УЕФА. Вскоре после этого перебрался в российский клуб «Химки» за 100 тысяч евро. Дебютировал 27 марта в домашнем матче 2-го тура чемпионата России против «Кубани», выйдя на замену Дмитрию Парфёнову после перерыва. Всего в первом сезоне за «Химки» провёл 9 матчей, в основном выходя на замену. В июне 2008 года покинул клуб, 28 августа вернулся в «Сараево». После чего транзитом через румынские «Динамо-2» из Бухареста и «Пандурий» вернулся в «Сараево». Сезон 2011/2012 доигрывал в швейцарском клубе седьмого дивизиона «Штаад», перед началом сезона 2012/2013 перебрался в сербский клуб «Слобода» Ужице. Далее выступал в клубах ГОШК Габела и «Звезда» Градачац. В 2014 году вернулся в родной «Игман». После чего играет в любительских клубах Германии — «Ватанспор» из Бад-Хомбурга и «Бад-Фильбель».

### В сборной
В марте 2007 года был приглашён на сбор национальной сборной Боснии и Герцеговины к матчу против Норвегии. Ранее был игроком молодёжной сборной страны.